# 1996年夏季残疾人奥林匹克运动会荷兰代表团
1996年夏季残疾人奥林匹克运动会荷兰代表团是荷兰派出的1996年夏季残疾人奥林匹克运动会代表团。获得17枚金牌、11枚银牌和17枚铜牌。